# Бурдон, Леонар
Леонар Бурдон (фр. Louis Jean Joseph Léonard Bourdon de la Crosnière; 1754—1807) — французский педагог и деятель Великой французской революции.

## Биография
Леонар Бурдон родился 6 ноября 1754 года в городе Алансоне на северо-западе Франции.
Получив образование стал директором одного из парижских воспитательных заведений и на этой должности его и застали столичные события 1789 года. С энтузиазмом отдавшись политической борьбе, он был избран членом Национального конвента, примкнул в термидор к противникам Максимилиана Робеспьера и, вместе с Полем Баррасом, повёл национальную гвардию против них, арестовав Робеспьера и его приверженцев которые укрылись в здании Ратуши. 
Участвовал в 1795 году в якобинском клубе, попал в тюрьму, но скоро был освобождён по амнистии того же года; был также членом Совета пятисот. 
Увлечённый политикой, Бурдон не переставал интересоваться педагогическими вопросами: выпускал брошюры и вёл устную пропаганду в смысле преобразования воспитательной системы и школьного дела, а после события 18-го фрюктидора полностью возвратился к преподавательской деятельности.
Будучи генеральным директором военных госпиталей, Леонар Бурдон участвовал в русско-прусско-французской войне 1806–1807 гг. и умер 29 мая 1807 года в Бреслау.